# Cuspidaria simplicifolia
Cuspidaria simplicifolia là một loài thực vật có hoa trong họ Chùm ớt. Loài này được DC. mô tả khoa học đầu tiên năm 1838.